# Miroslav Jirka
Miroslav Jirka (* 30. ledna 1975) je bývalý český fotbalista, ofenzivní záložník. Po skončení aktivní kariéry působil jako trenér v Litvínově a v Pardubicích.

## Fotbalová kariéra
V české lize hrál za SK Hradec Králové a FK Teplice. Nastoupil v 18 ligových utkáních. Ve nižších soutěžích hrál i za SK Pardubice, SK Spolana Neratovice, SC Xaverov Horní Počernice, FC MUS Most a FK AS Pardubice. Kariéru končil v Litvínově.

## Ligová bilance
| Ročník                            | Zápasy | Góly | Klub                         |
| --------------------------------- | ------ | ---- | ---------------------------- |
| 2. česká fotbalová liga 1993/1994 | -      | 3    | SK Pardubice                 |
| 2. česká fotbalová liga 1994/1995 | -      | 1    | SK Brandýs nad Labem         |
| 2. česká fotbalová liga 1995/1996 | 14     | 2    | SK Pardubice                 |
| 1. česká fotbalová liga 1995/1996 | 3      | 0    | SK Hradec Králové            |
| 2. česká fotbalová liga 1996/1997 | 22     | 3    | SK Pardubice                 |
| Česká fotbalová liga 1997/1998    | -      | 4    | SK Spolana Neratovice        |
| Česká fotbalová liga 1998/1999    | -      | 0    | SK Spolana Neratovice        |
| 2. česká fotbalová liga 1999/2000 | 5      | 0    | SK Spolana Neratovice        |
| 2. česká fotbalová liga 1999/2000 | 22     | 11   | SC Xaverov Horní Počernice   |
| 2. česká fotbalová liga 2000/2001 | 29     | 14   | SC Xaverov Horní Počernice   |
| Gambrinus liga 2001/2002          | 15     | 0    | FK Teplice                   |
| 2. česká fotbalová liga 2001/2002 | 7      | 3    | FC MUS Most                  |
| 2. česká fotbalová liga 2002/2003 | 14     | 1    | FK Atlantic Slovan Pardubice |
| CELKEM 1. česká fotbalová liga    | 18     | 0    |                              |

## Trenérská kariéra
Po skončení trenérské kariéry se věnuje trenérské práci, začínal v roce 2009 v tehdy divizním FK Litvínov, v současné době je trenérem mládežnických týmů v FK Pardubice.